# 任光諝
任光諝（？—？），字养纯，號耕獲，山东济南府平原县人。明朝政治人物。

## 生平
萬曆四十六年（1618年）戊午科山東鄉試第九名舉人，天啓二年（1622年）壬戌科会试七十八名，三甲一百四十三名進士。工部观政，本年授官沁水县知县。

## 家族
曾祖任天錫，贈侍郎。祖任窮道，省祭官。父任士英，赠知县。从父任士凭，嘉靖丁未进士、南京刑部侍郎。